# Поглед (Моравче)
Поглед (словен. Pogled) — поселення в общині Моравче, Осреднєсловенський регіон, Словенія. 
Висота над рівнем моря: 438,4 м.